# ILMI
Das Integrated Local Management Interface (ILMI)  wird beim Management von ATM-basierten Netzwerken verwendet. Eine andere Bezeichnung ist Interim Local Management Interface. Es ist ein Netzwerkprotokoll bzw. eine Schnittstelle aus dem Jahr 1996 zur lokalen Steuerung und Administration von ATM-Geräten und Switches, indem es Parameter der ATM-Schnittstelle einstellt und überwacht.
Verwaltete Parameter sind die physikalische Schicht, die ATM-Schicht, der Virtual Path Identifier (VPI) und der Virtual Circuit Identifier (VCI).
Mögliche Anwendungsbereiche sind automatische Konfiguration, Verbindungsmanagement und die Entdeckung von Servern in Netzwerken (Server Discovery). ILMI benutzt dazu SNMP-Pakete ohne UDP- und IP-Header.